# Böckling

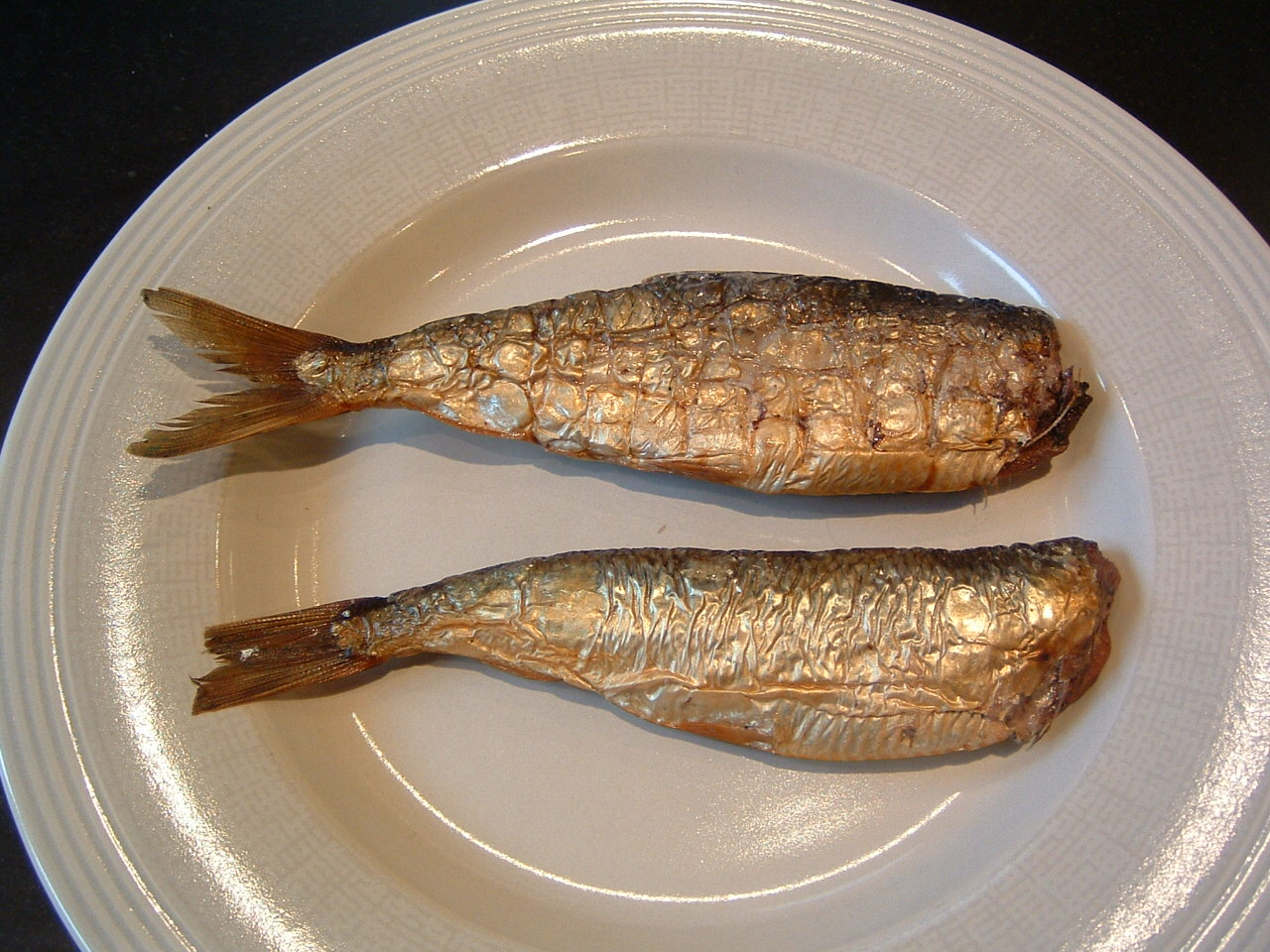
Böckling på fat.

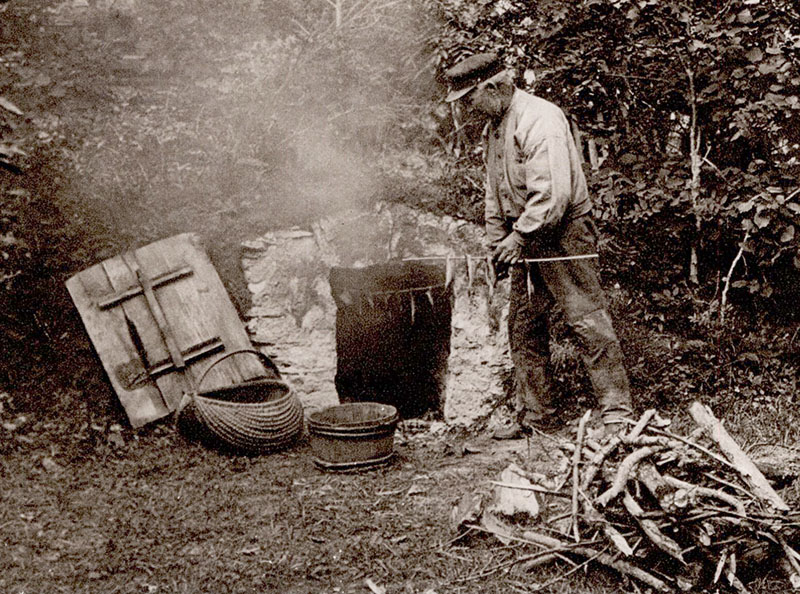
Böcklingrökeri i Bunge, Gotland. Foto från 1920-talet.

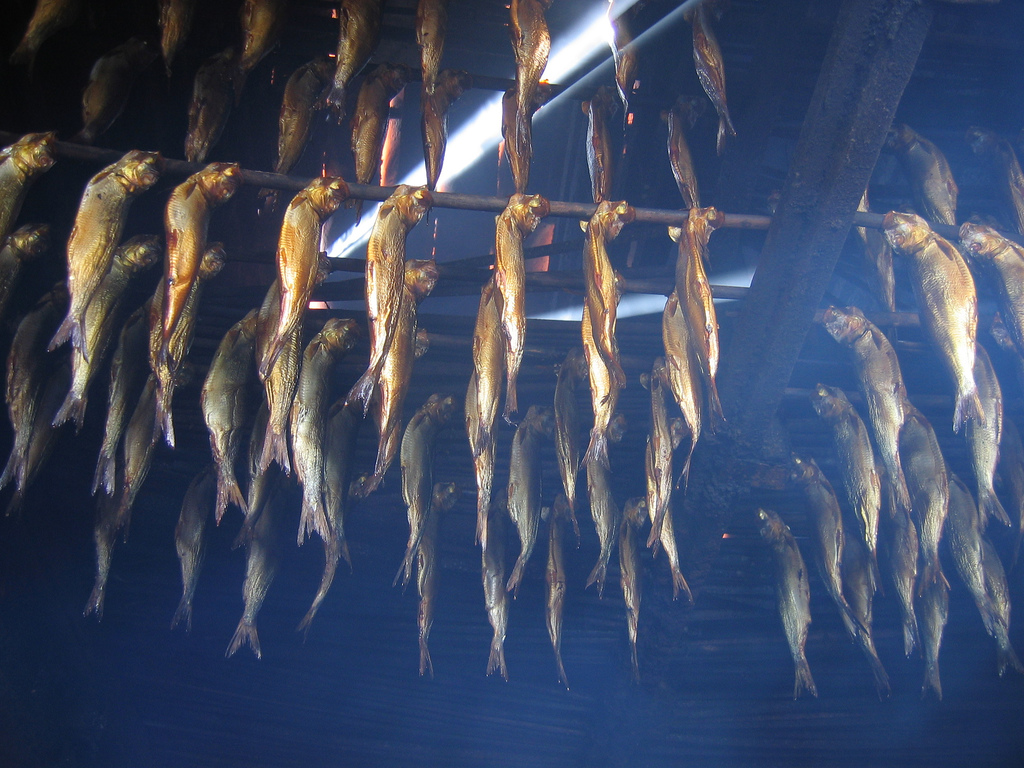
Rökning av bokking i Nederländerna

Böckling är en varmrökt fiskprodukt framställd av saltad sill eller strömming.

## Historik
De äldsta skriftliga källorna som nämner rökning av fisk är från medeltiden. På den tiden saltades eller torkades sillen och ofta så röktes den kraftigt för att förlänga hållbarheten. Under denna tid skapades produkter som strohbücklinge, hårdrökt sill packad i halmfyllda korgar, och Kappeler bückling, hårdrökt sill ursprungligen från Kappeln nära Kiel. Det svenska ordet böckling har sitt ursprung i det medeltida tyska ordet.
Järnvägsnätens utbyggnad under 1800-talet gjorde det möjligt att snabbt distribuera färsk fisk långt från kusterna, vilket medförde att man kunde tillverka mer lättsaltade och lättrökta produkter med kortare hållbarhet, som dagens böckling.

## Beredning
Hela, eller ibland rensade, sillar eller strömmingar läggs i saltlake för att senare hängas upp på spett eller krokar som kan fästas genom ögonen, så kallad "spetshuvud-böckling", genom ena gälöppningen och ut genom munnen, så kallad "bredhuvud-böckling", eller på annat sätt. Därefter får den torka något för att sedan rökas ca 2-3 timmar i 60-80 °C. Röken kommer vanligtvis från en eld gjord med alved, ibland läggs gran- eller enris på elden för att ge extra smak.

## Användning
Den färdiga böcklingen kan filéas och ätas som den är på en smörgås eller som en egen maträtt med något tillbehör. Den kan även användas i andra maträtter som exempelvis böcklinglåda och böcklingsallad eller till att laga böcklingpastej, ett smörgåspålägg.

## Varianter och liknande produkter
Namnet böckling återfinns även bland annat i Tyskland, som Bückling, och i Nederländerna, som bokking, där den finns i olika varianter där skillnaderna är hur fisken rensats, saltats och huruvida den är kall- eller varmrökt.
Det finns ett flertal andra rökta produkter som liknar böckling, några av dessa är:
- Bloater, hel orensad sill som torrsaltas och kallröks.
- Kipper, sill som fläkts i ryggen, rensats och lagts i saltlake för att sedan kallrökas. Ursprungligen en benämning på filéad kallrökt lax.[1]
- Reds och blacks, saltad sill som kallröks under 4-6 veckors tid, den kortare tiden för de lättrökta reds och den längre för de hårdrökta blacks.